# Porodisculus pendulus
Porodisculus pendulus är en svampart som först beskrevs av Schwägrichen{?}, och fick sitt nu gällande namn av Ludwig David von Schweinitz 1907. Porodisculus pendulus ingår i släktet Porodisculus och familjen Fistulinaceae.   Inga underarter finns listade i Catalogue of Life.